# BME Growth
El BME Growth, anteriorment denominat Mercat Alternatiu Borsari (MAB), és un mercat de valors dedicat a empreses de capitalització reduïda i les PIME que busquen expandir-se. Facilita una regulació a mida, dissenyada específicament per a aquest tipus d'empreses, i adapta els costos i els processos a les característiques de cada empresa. Es considera una font de finançament empresarial alternativa a la bancària.
El canvi de nom a BME Growth es va produir després que la Comissió Nacional del Mercat de Valors reconegués la categoria europea de Growth Market, coneguda a Espanya com a Mercat de Pimes en Expansió. Aquesta nova categoria es va desenvolupar dins de la iniciativa Capital Markets Union (CMU) i està recollida en la directiva MiFID II amb l’objectiu d’impulsar el finançament de les empreses de menor mida a través de la seva presència en els mercats financers. Formar part d’aquesta categoria significa que els estàndards de qualitat i transparència d’aquest mercat de BME són homogenis amb els d'altres Growth Markets d’Europa.
El BME Growth és un tipus de mercat equivalent a Europa a l'AIM de Londres, el Neuer Markt de Frankfurt o el Nouveau marché de París.